# Zachar József
Zachar József (Csepel, 1943. október 27. – Budapest, 2009. december 9.) magyar hadtörténész, nyugállományú ezredes, egyetemi tanár. Fő kutatási területe a Rákóczi-szabadságharc, valamint a napóleoni háborúk korának hadtörténete.

## Életrajz
Csepelen végezte általános iskolai és gimnáziumi tanulmányait, majd 1961-ben egy országos középiskolai tanulmányi versenyen kiemelkedő helyezést elérve és ezzel párhuzamosan érettségi vizsgát téve, felvételt nyert az Eötvös Loránd Tudományegyetem Bölcsészettudományi Karára. Itt folytatta történelem, német nyelv és irodalom szakos tanulmányait, melyek 1966-ban középiskolai tanári diplomával zárultak.
A Magyar Néphadsereg Egyesített Tisztiiskola Pedagógia Tagozatán, 1967-től Kossuth Lajos Katonai Főiskolán kapott tanári állást. Itt 1974-ben hadtörténelem-főtanárrá nevezték ki.
1975-ben tudományos munkatársként a Hadtörténeti Intézet és Múzeum állományába helyezték át. 1977-ben kandidátusi (C.Sc.) fokozatot szerzett. 1981-től tudományos főmunkatárs, 1983-ban hivatásos állományba lépett és őrnaggyá nevezték ki. Ezzel párhuzamosan elnyerte a Hadtörténelmi Közlemények című folyóirat főszerkesztői állását. 1986-ban soron kívül alezredessé léptették elő, majd még ebben az évben a Hadtörténeti Intézet és Múzeum Bécsi Kirendeltségeként az Osztrák Hadilevéltárban működő Állandó Magyar Levéltári Kirendeltség vezetője lett. A bécsi külszolgálatból 1995-ben tért vissza Magyarországra, ezredessé léptették elő, valamint a Honvédelmi Minisztérium Hadtörténeti Intézet és Múzeum főigazgatójának szaktanácsadójává és tudományos helyettesévé nevezték ki. 1996-ban a Magyar Tudományos Akadémia doktora. 1999. október 27-én szolgálati nyugállományba helyezték.
2000 és 2003 között a Rendőrtiszti Főiskola Rendészeti Vezetőképző, Továbbképző és Kutató Intézet osztályvezető-helyettese.
A 2000/2001-es tanévtől kezdődően az egri Eszterházy Károly Főiskola óraadója, 2001-ben habilitált, majd a köztársasági elnök 2002-ben egyetemi tanárrá nevezte ki. Haláláig a Modernkori Magyar Történelem Tanszék oktatója.
1980-tól a Magyar Hadtörténészek Nemzeti Bizottságának ügyvezető titkára, majd 1990-től főtitkára, végül 2000-től haláláig elnöke.
A Magyar Hadtudományi Társaság alapító tagja, majd 1995 és 2001 között elnökhelyettese.
1996-tól a Nemzetközi Napóleon Társaság elnökségi tagja.
1978-tól a Magyar–Osztrák, 1983-tól a Magyar–Francia Történész Vegyesbizottság tagja.
1980-tól a Nemzetközi Hadibibliográfiai Bizottság tagja, 1990-ben a Nemzetközi Hadilevéltáros Bizottság alapító tagja, majd 1995 és 2000 között választott főtitkára.
1986 és 1999 között három ciklusban a Magyar Történelmi Társulat igazgatóválasztmányának tagja.
Ugyancsak alapító tagja volt a Magyar Történészek Világszövetségének, a Hajnal István Kör Társadalomtudományi Egyesületnek, a Tájak– JegyzetekKorok– JegyzetekMúzeumok Egyesületnek, a Honvéd Hagyományőrző Egyesületnek, valamint a Hadtudományi és Biztonságpolitikai Egyesületnek.
Részt vett a Szemere Bertalan Magyar Rendvédelem-történeti Tudományos Társaság létrehozásában, majd 1999 és 2004 között a szervezet egyik alelnökeként működött.
2002-től haláláig az Osztrák Köztársaság honvédelmi miniszterének meghívására a tárca tudományos bizottságának hadtörténész-szakértője.
Rendkívüli jelentőséget tulajdonított a szakma annak a ténynek, hogy Markó Árpádot követően, fél évszázad elteltével 1995-ben Zachar József lett a Nemzetközi Hadtörténelmi Bizottság első magyar elnökségi tagja, sőt egyben alelnöke is.
Az 1985 óta működő Zürichi Magyar Történelmi Egyesület alapító tagja és tíz éven át, haláláig, az egyesület Tudományos Tanácsának elnöke.
2008-ban a Szent Korona Szabadegyetem alapító tagja és az első két tanévben, haláláig, hadtörténelem-oktatója volt.

### Családja
Nős (1973, Kecskés Éva), házasságából két fia született. Dr. Zachar Péter Krisztián (*1976) szintén történész, Zachar Viktor Kristóf (*1980) fordító, tolmács.

## Munkássága
Fő kutatási területe a Rákóczi-szabadságharc, valamint a napóleoni háborúk korának hadtörténete, továbbá a Habsburg Birodalom hadügye, hadereje, háborúi 1648–1848 között; a magyar katonai emigráció 1692–1848 között; a szabadságharc, az önkényuralom és a dualizmus korának hadügye 1849–1918 között; az egyetemes politika- és hadtörténet magyar vonatkozásai 1618–1918 között. Kiemelten foglalkozott a huszárság történetével, eme fegyvernem európai elterjedésével és jelentőségével. Részletesen mutatta be Bercsényi László életútját és a magyar huszárok szerepét a francia hadseregben. "Bécsi tartózkodása alatt alaposan el tudott mélyedni a forrásokban, a kutatások során számos új információra bukkant. Ráirányította a figyelmet, hogy 1683 és 1792 között a császári-királyi tábornoki karba 311 magyar ezredes jutott be, s közülük például Hadik András tábornagy, elismert hadvezér lett. Számos adat elemzésével bizonyította, hogy a magyar tisztek és tábornokok kiváló teljesítményükkel nagy számban érdemelték ki a legmagasabb katonai kitüntetéseket. Előszeretettel foglalkozott a hadtörténelem, és a hadtörténet-írás jelentős személyiségeivel, így például Lipszky Jánossal és Markó Árpáddal."
Disszertációin túl 21 önálló kötete jelent meg (közte öt társszerzők bevonásával), 10 tansegédlet és egy általános iskolai (7. osztályos) tankönyv szerzője, társszerzője. Tanulmányai 24 különböző országban láttak napvilágot, hazai szerepvállalása mellett 21 országban tartott tudományos előadást.
A fentiek tükrében nem volt meglepő, hogy amikor 2007. szeptember 22-én a Magyar Tudományos Akadémia Dísztermében a „Magyar Huszár”, mint intézmény Magyar Örökség díjat kapott, a laudációt Zachar József, az "egyetlen magyar eredetű csapatnem, a világszerte ismert és elismert huszárság történetének legszakavatottabb ismerője, egyúttal a huszár szellemiség elhivatott képviselője mondhatta".
Élete utolsó éveiben egyre inkább az összegző, több korszakra kiterjedő kutatásokat és publikációkat helyezte előtérbe. Előszeretettel fordult a magyar nemzet őstörténete és vallásának kérdése felé, de emellett kitekintett a 20. századi magyar történelem legfontosabb kérdéseire is. A témában megjelent monográfiái szakmai vitákat indukáltak. Ugyanakkor "a szakszerűséget és az enciklopédikus tudást senki nem vonhatja meg tőle".

### Főbb művei
- Bercsényi László, a Rákóczi-szabadságharc kapitánya, Franciaország marsallja. (Válogatott források.) Folia Rákócziana, I. k., Vay Ádám Múzeum Baráti Köre, Vaja, 1979.
- Az osztrák-német Alkotmánypárt és a politikai hatalom 1861—1881. Akadémiai Kiadó, Budapest, 1981
- Az amerikai függetlenségi háború magyar hőse. Kováts Mihály ezredes élete 1724—1779. Zrínyi Kiadó, Budapest, 1982
- Idegen hadakban. Nemzet és Emlékezet, Magvető Könyvkiadó, Budapest, 1984
- de Jeney: A portyázó, avagy a kisháború sikerrel való megvívásának mestersége korunk géniusza szerint. Hága, 1759 (Zachar József). Budapest, Magvető Könyvkiadó, 1986
- Franciaország magyar marsallja: Bercsényi László. Korok és emberek, Zrínyi Kiadó, Budapest, 1987
- Csaták, hadvezérek, katonák a XVIII. században. Hősök—csaták, Tankönyvkiadó, Budapest, 1990
- Ein ungarischer Klassiker über den Kleinkrieg: Das Werk «Le partisan» von L.M. v. Jeney, erschienen 1759 im Haag, Acta de la Commission internationale d’histoire militaire, n° 13. Helsinki: 1991
- Nyolcvan nyár nyeregben. Skultéty László huszár-zászlótartó élete 1738—1831. Ikva Kiadó, Budapest, 1992
- A magyar huszár. Corvina Kiadó, Budapest, 2000
- The Hungarian Hussar. An Illustrated History. Corvina Kiadó, Budapest, 2000
- „Egy ezred évi szenvedés”. Fejezetek a magyarság hadi történelméből. Heraldika Kiadó, Budapest, 2003
- Habsburg-uralom, állandó hadsereg és magyarság 1683—1792. Zrínyi Kiadó, Budapest, 2004
- Áruló vagy áldozat? Történész nyomozás a Redl-ügyben a Nagy Háború kirobbantásának 90. évfordulóján. Heraldika Kiadó, Budapest, 2005
- Egy az Isten, egy a Nemzet. Írások Jézus-hitű magyar eleinkről. Heraldika Kiadó, Budapest, 2006
- A mi huszadik századunk: 1918, 1944, 1956. Heraldika Kiadó, Budapest, 2007
- Válogatott hadtörténeti tanulmányok (XVII-XVIII. század), Eszterházy Károly Főiskola kiadványa, Budapest – Eger, 2008
- Hunyadi Mátyás és kora. Múltidézés trónra kerülése 550. évfordulós esztendejében. Heraldika Kiadó, Budapest, 2008
- Egy az Isten, egy a Nemzet. Írások Jézus-hitű magyar eleinkről. 2. javított, bővített kiadás. Heraldika Kiadó, Budapest, 2009

## Díjai
- Az Oktatásügy Kiváló Dolgozója (1973)
- A Haza Szolgálatáért Érdemérem arany fokozata (1988)
- Érdem utáni Szolgálati Jel I. fokozata (1993)
- Osztrák Köztársaság Tudományos és Művészeti Becsületkeresztje (1993)
- Vitézi Rend Érdemkeresztje (1993)
- Nemzetközi Napóleon Társaság Érdemrendje (1997)
- Zrínyi Miklós-díj (1997)
- Érdem utáni Szolgálati Jel I. fokozata (1998)
- A Szemere Bertalan Magyar Rendvédelem-történeti Tudományos Társaság Érdemkeresztje (1999)
- A Magyar Királyi Csendőr Bajtársi Közösség Csendőr Emlékérme (1999)
- A Magyar Királyi Csendőr Bajtársi Közösség Csendőr Érdemkeresztje (2002)
- A Szemere Bertalan Magyar Rendvédelem-történeti Tudományos Társaság Érdemrendje (2003)
- Fabriczi Kováts Mihály Történelmi Társaság Emlékérme (2003)
- Szemere Bertalan Díj (2005)
- Igazolt Magyar Szabadságharcos Világszövetség „Hűség a Hazához Érdemkereszt” kitüntetés (2007)

## A szerző online elérhető tanulmányai
- Zachar József: Csaták, hadvezérek, katonák a XVIII. században. című kötete
- Zachar József: Lipszky János, a császári-királyi tiszt
- Zachar József: A Magyar Tudományos Akadémia utolsó katonatagja: Markó Árpád ezredes, 1885–1966
- Zachar József: "Kellő utód kiküldéséig nélkülözhetetlen" – Moravek Elek hadilevéltáros, bécsi kirendeltségvezető emlékezete
- Zachar József: Szabadságharcok és honvédelem
- Zachar József: A pozsonyi diadal, 907[halott link]
- Zachar József: "Szövetséges" vereségek 1704. augusztus 13-án: Szeged ostromának felhagyása, csatavesztés Höchstädtnél
- Zachar József: A Nagy Háború és ami utána következett. Archiválva 2009. április 7-i dátummal a Wayback Machine-ben in: Az első világháború és magyar történelmi következményei (1914-1921). A Zürichi Magyar Történelmi Egyesület Tizennegyedik Magyar Őstörténeti Találkozó előadásai és iratai. Budapest-Zürich, 2004. 17-31. oldal
- Zachar József: Az Új Háború és a magyarság 1937-1947.[halott link] in: Magyar haditechnika és magyar hadjáratok a kora középkorban. A Zürichi Magyar Történelmi Egyesület Tizenhatodik Magyar Őstörténeti Találkozó Előadásai és Iratai / A második világháború és történelmi következményei Magyarország szempontjából (1939-1949). Tizedik Magyar Történelmi Iskola Előadásai és Iratai Budapest-Zürich, 2002. 181-195. oldal
- Tanulmányok és közlemények A magyar huszárság története (A Zürichi Magyar Történelmi Egyesület Tizenkettedik Magyar Történelmi Iskola Előadásai és Iratai) című kötetben: Zachar József: Huszárok a nagyvilágban. 43-53. oldal; Zachar József: "Jó erkölcsöt és becsületet" Hadik Andrásról – keresztlevél hiányában. 53-56. oldal; Zachar József: Előkerült gyászjelentés Hadik András haláláról. 56-58. oldal; Zachar József: A magyarországi huszáregységek tulajdonosai és vezénylői. 291-307. oldal; Zachar József: Szamosszegi Bodó Sándor festőművész kiállítása. 307-308. oldal.

## Videók, előadások
- Portréfilm dr. Zachar Józsefről
- dr. Zachar József előadása a III. Szent Korona Konferencián: A Szent Korona újabb száműzetései
- dr. Zachar József előadása a Szent Korona Szabadegyetemen:A magyar királyság Szent István halálától Szent Lászlóig
- Megemlékezés dr. Zachar Józsefről a IV. Szent Korona Konferencián[halott link]